# Cornelis van Moorsel
Cornelis van Moorsel (Eindhoven, 1688 - 1755) is een voormalig burgemeester van de Nederlandse stad Eindhoven. Van Moorsel werd geboren als zoon van Peter van Moorsel en Maria van der Renne. Hij was telg uit een geslacht van bierbrouwers.
Cornelis van Moorsel was burgemeester van Eindhoven van 1 mei 1720 tot eind april 1721. Zijn oudere broer Dirck van Moorsel was eerder eveneens al burgemeester van Eindhoven geweest.